# Wandan (Pingtung)
Wandan (chinesisch 萬丹鄉, Pinyin Wàndān Xiāng) ist eine Landgemeinde im Landkreis Pingtung auf Taiwan (Republik China).

## Lage
Wandan liegt südlich angrenzend an die Kreishauptstadt Pingtung, am westlichen Rand der Pingtung-Ebene. Die westliche Begrenzung wird im Wesentlichen vom Fluss Gaoping gebildet. Auf der westlichen Flussseite liegt der Bezirk Daliao von Kaohsiung. Östlich grenzt die Gemeinde Zhutian an und südlich die Gemeinden Xinyuan und Kanding.

## Geschichte
Während des Qing-Kaiserreichs war Wandan administrativ Teil des Landkreises Fengshan (鳳山縣). zur Zeit der japanischen Herrschaft (1895–1945) erfolgten mehrere Verwaltungsreformen und 1920 wurde Wandan als ‚Dorf‘ (庄, chin. Zhuāng, japan. Shō) reorganisiert. Nach dem Übergang Taiwans an die Republik China wurde Wandan 1946 zu einem Stadtbezirk (區,  Qū) der neu eingerichteten kreisfreien Stadt Pingtung. Im Oktober 1950 erfolgte eine erneute Verwaltungsreform, die Stadt Pingtung wurde verkleinert und verlor wieder ihre Kreisfreiheit, wurde dafür aber Kreishauptstadt des neu eingerichteten Landkreises Pingtung. Der wieder ausgegliederte Stadtbezirk Wandan wurde als Landgemeinde (鄉,  Xiāng) reorganisiert.

## Bevölkerung
Etwa 10 bis 20 Prozent der Bevölkerung (je nach zugrundeliegender Definition) gehören der Hakka-Volksgruppe an. Ende 2018 lebten 192 Angehörige indigener Völker in Wandan (etwa 0,4 % der Bevölkerung).

## Verwaltungsgliederung

Gliederung von Wandan

Wandan ist in 30 Dörfer (村,  Cūn) gegliedert:
1. Sheshang (社上村)
2. Shezhong (社中村)
3. Shepi (社皮村)
4. Zhuanliao (磚寮村)
5. Shekou (社口村)
6. Jiaxing (加興村)
7. Guang’an (廣安村)
8. Zhulin (竹林村)
9. Wan’an (萬安村)
10. Wansheng (萬生村)
11. Wanhui (萬惠村)
12. Wanhou (萬後村)
13. Wanquan (萬全村)
14. Siwei (四維村)
15. Shang (上村村)
16. Xiabei  (厦北村)
17. Xianan  (厦南村)
18. Tiancuo (田厝村)
19. Lunding (崙頂村)
20. Hou (後村村)
21. Wannei (灣內村)
22. Xiangshe (香社村)
23. Baocuo (寶厝村)
24. Shuiquan (水泉村)
25. Xinzhuang (新庄村)
26. Xinzhong (新鐘村)
27. Shuixian (水仙村)
28. Xingquan (興全村)
29. Xing’an (興安村)
30. Gantang (甘棠村)

## Verkehr
Die Provinzschnellstraße 88 verläuft in einem bogenförmigen Verlauf im Wesentlichen in West-Ost-Richtung durch Wandan. Sie wird im Süden Wandans durch die in Nord-Süd-Richtung verlaufende Provinzstraße 27 gekreuzt. Die Kreisstraße 189 zieht von Nordwesten nach Südosten durch Wandan. Die nächstgelegenen Eisenbahnanschlüsse gibt es in der östlich benachbarten Gemeinde Zhutian.

## Landwirtschaft und Fischerei
Wandan wird intensiv landwirtschaftlich genutzt. Mehr als 1000 ha werden für den Reisanbau genutzt, womit Wandan über das flächenmäßig größte Reisanbaugebiet im Landkreis Pingtung verfügt. Aufgrund der günstigen Bodenverhältnisse und der intensiven Bewässerung sind zwei Ernten jährlich möglich (Pflanzzeiten im Januar und Juni). Adzukibohnen werden auf etwa 900 ha angebaut. Die Bohnen werden hauptsächlich für die Herstellung von Süßigkeiten genutzt. Bittermelonen sind ebenfalls ein ortstypisches Produkt und werden auf 30 bis 50 ha angebaut. Außerdem wird Milchviehhaltung betrieben.

## Tourismus, Sehenswürdigkeiten
Ein Naturspektakel bietet der „Schlammvulkan“ an der Grenze zur Nachbargemeinde Xinyuan. Dabei handelt es sich um eine heiße Quelle, in der auch Methan austritt. Bei den Ausbrüchen entzündet sich das Gas häufig spontan und brennt mit großer Flamme ab. Die Eruptionsorte wechseln und liegen manchmal im Gebiet von Xinyuan und manchmal im Gebiet von Wandan.
Im Dorf Wansheng befindet sich der Wanhui-Tempel (萬惠宮,  Wànhuì gōng, ), ein Mazu-Tempel mit einer mehr als 200-jährigen Geschichte. Der Tempel wurde im Laufe seiner Geschichte mehrfach umgebaut. Während des Pazifikkrieges wurde Wandan von der US-amerikanischen Luftflotte bombardiert. Mehrere Bomben explodierten nicht. Nach der Überlieferung hielt die Meeresgöttin Mazu ihre schützende Hand über den Ort. Daran erinnert eine Skulptur mit einer leeren Bombenhülse vor dem Tempel. Der Wanquan-Tempel (萬泉寺,  Wànquán sì, ) im Dorf Baocuo ist ein daoistisch-buddhistischer Beidi- und Guanyin-Tempel. aus der Qing-Zeit.

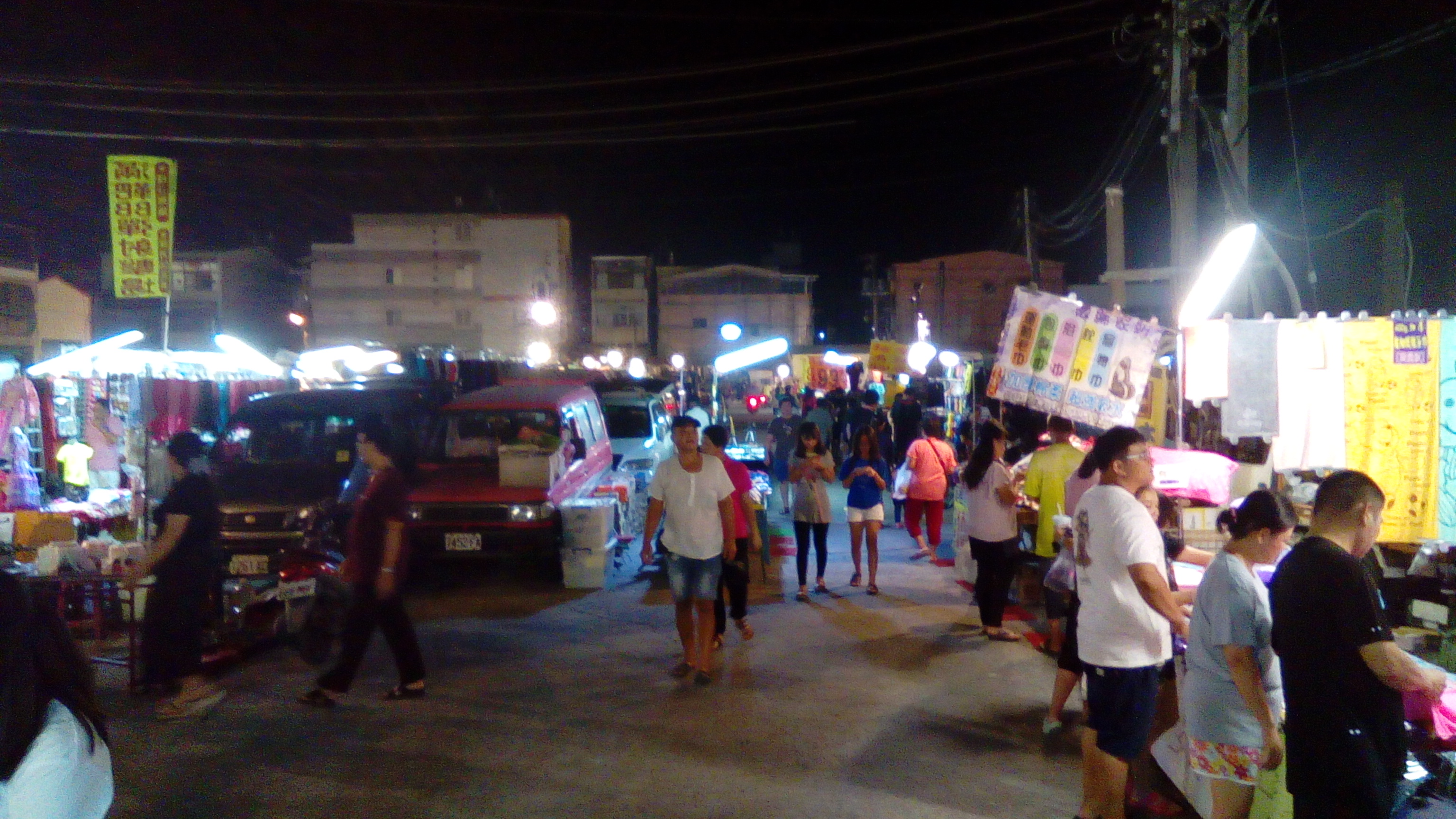
Nachtmarkt in Wandan
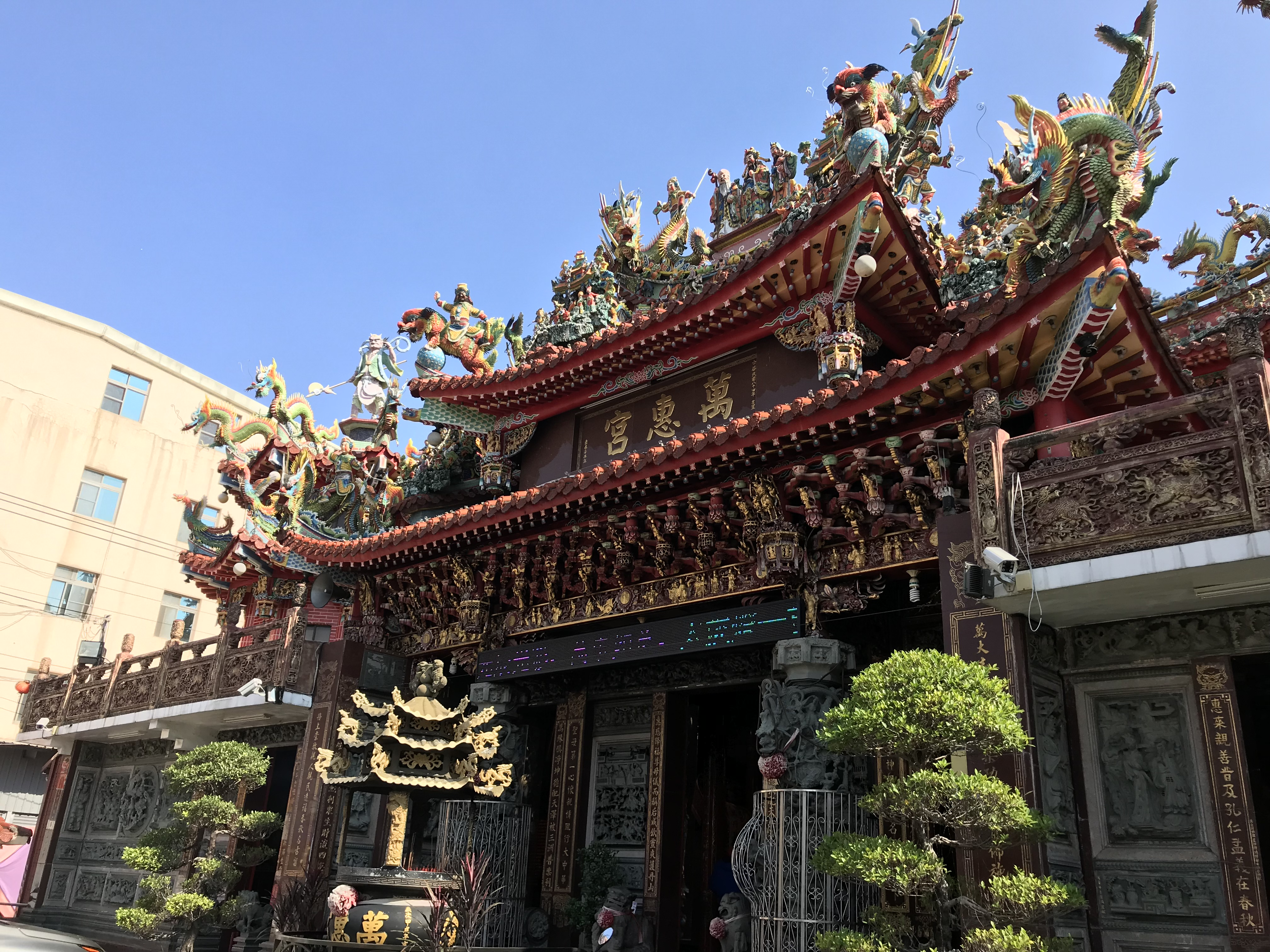
Wanhui-Tempel
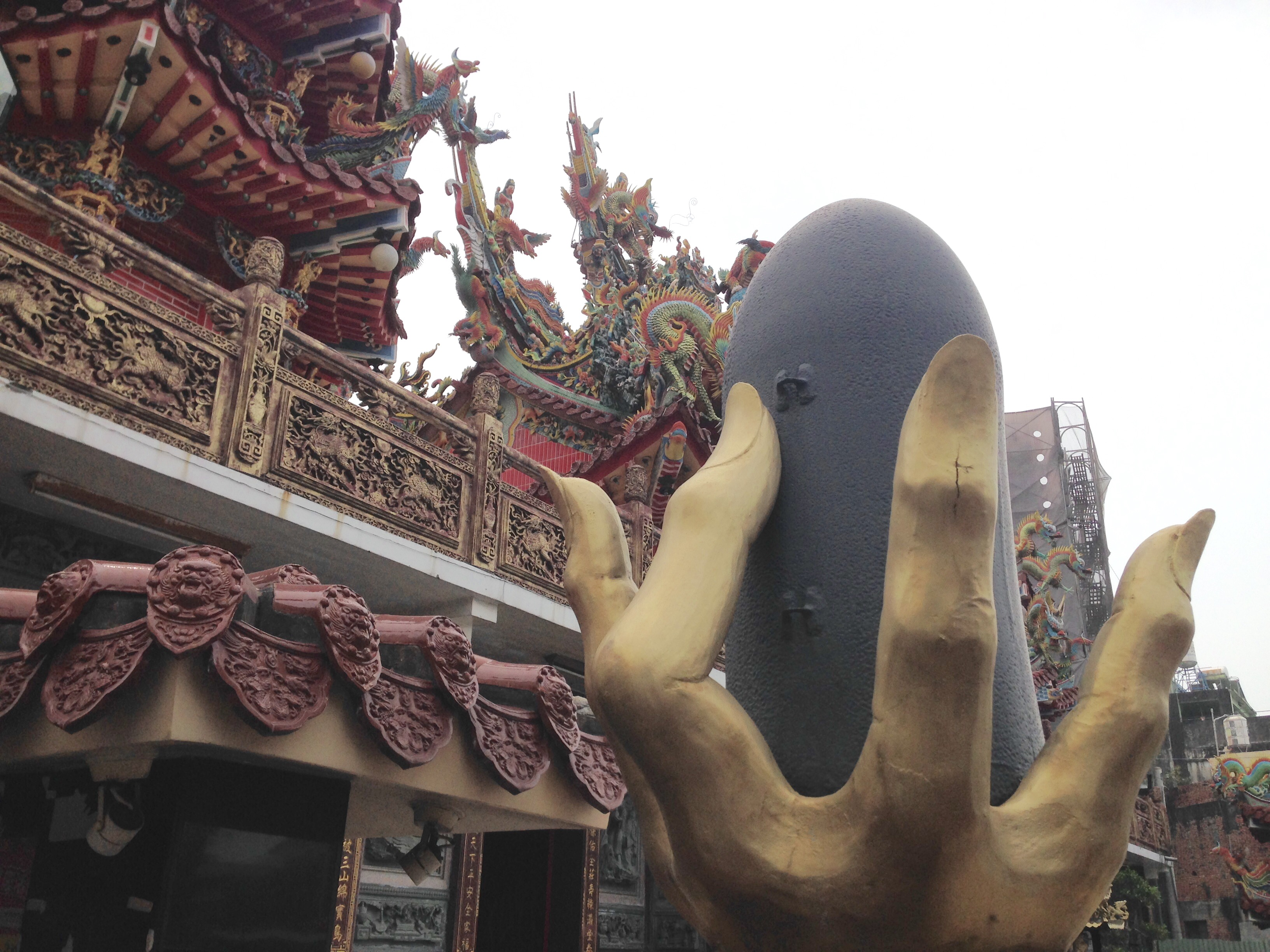
Bomben-Skulptur vor dem Tempel
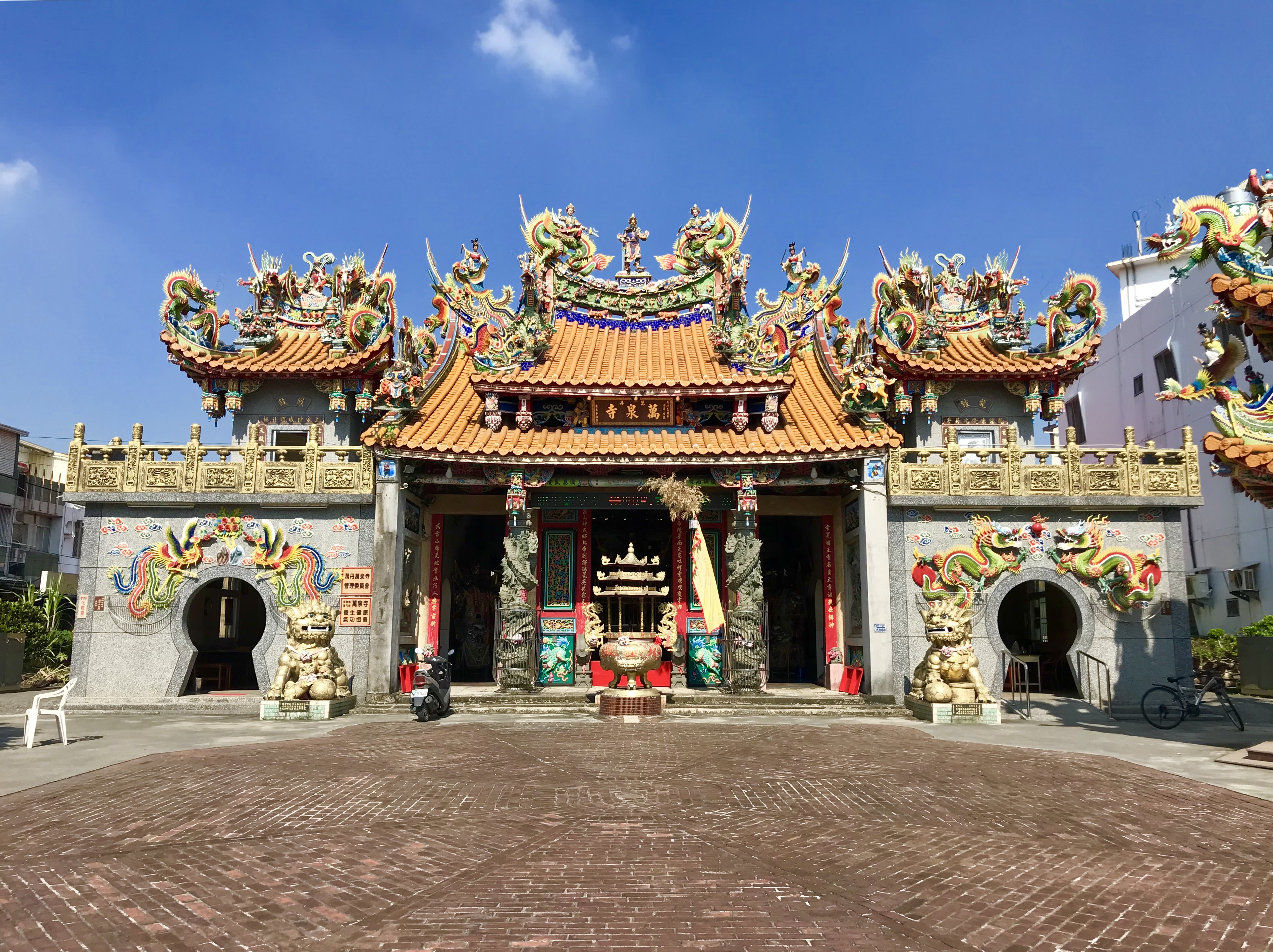
Wanquan-Tempel